# El Trópico, Angel R. Cabada
El Trópico är en ort i Mexiko.   Den ligger i kommunen Angel R. Cabada och delstaten Veracruz, i den sydöstra delen av landet, 400 km öster om huvudstaden Mexico City. El Trópico ligger 60 meter över havet och antalet invånare är 152.
Terrängen runt El Trópico är platt åt nordväst, men åt sydost är den kuperad. Runt El Trópico är det ganska tätbefolkat, med 96 invånare per kvadratkilometer. Närmaste större samhälle är Lerdo de Tejada, 14,9 km väster om El Trópico. Omgivningarna runt El Trópico är en mosaik av jordbruksmark och naturlig växtlighet.